# Talkin' to Me
Talkin' to Me è un singolo della cantante statunitense Amerie, pubblicato nel 2002 ed estratto dall'album All I Have.
Il brano è stato scritto e prodotto da Rich Harrison.

## Video
Il videoclip della canzone è stato diretto da Dave Meyers.

## Tracce
- Doppia A-Side (USA)

1. Talkin' to Me – 3:54
2. I Just Died – 3:29

- CD (USA Promo)

1. Talkin' to Me (Album Version)
2. Talkin' to Me (Album Edit)
3. Talkin' to Me (Trackmasters Remix featuring Foxy Brown)
4. Talkin' to Me (Instrumental)
5. Talkin' to Me (Trackmasters Remix - Instrumental)